# دیو گروسین
رابرت دیوید "دیو" گروسین (انگلیسی: Robert David "Dave" Grusin؛ زادهٔ ۲۶ ژوئن ۱۹۳۴) یک آهنگساز، تنظیم‌کننده و نوازنده پیانو اهل ایالات متحده آمریکا است.
گروسین از دانشگاه کلرادو در بولدر فارغ‌التحصیل شده است

## جوایز
وی برنده جایزه اسکار بهترین موسیقی فیلم در سال ۱۹۸۸ شده است.

## فیلمشناسی
- طلاق به سبک آمریکایی – ۱۹۶۷
- Waterhole No. 3 – 1967
- فارغ‌التحصیل – ۱۹۶۷
- A Man Called Gannon – 1968
- Where Were You When the Lights Went Out? – 1968
- The Heart Is a Lonely Hunter – ۱۹۶۸
- آب‌نبات – ۱۹۶۸
- Winning – 1969
- Tell Them Willie Boy Is Here – 1969
- Halls of Anger – 1970
- Adam at 6 A.M. – 1970
- The Pursuit of Happiness – 1971
- Shoot Out – 1971
- The Gang That Couldn't Shoot Straight – ۱۹۷۱
- A Howling in the Woods – 1971
- The Great Northfield Minnesota Raid – 1972
- پلیس – ۱۹۷۲
- Amanda Fallon – 1973
- The Friends of Eddie Coyle – 1973
- The Midnight Man – 1974
- The Nickel Ride – 1974
- The Yakuza – 1974
- سه روز کرکس – ۱۹۷۵
- W.W. and the Dixie Dancekings – 1975
- باره‌تا - ۱۹۷۵
- با قتل کشتن – ۱۹۷۶
- The Front – ۱۹۷۶
- آقای میلیاردر (فیلم) – ۱۹۷۷
- Fire Sale – ۱۹۷۷
- دختر خداحافظی – ۱۹۷۷
- بابی دیرفیلد – ۱۹۷۷
- بهشت می‌تواند صبر کند (نامزد اسکار) – ۱۹۷۸
- The Electric Horseman – 1979
- و عدالت برای همه ... – ۱۹۷۹
- قهرمان (نامزد اسکار) – ۱۹۷۹
- My Bodyguard – 1980
- روی گلدن پاند (نامزد اسکار) – ۱۹۸۱
- غیبت مالیس – ۱۹۸۱
- سرخ‌ها – ۱۹۸۱
- توتسی (نامزد اسکار) – ۱۹۸۲
- نویسنده! نویسنده! – ۱۹۸۲
- The Little Drummer Girl – ۱۹۸۴
- عاشق شدن – ۱۹۸۴
- Racing with the Moon – 1984
- گونیز – ۱۹۸۵
- لوکاس – ۱۹۸۶
- ایشتار – ۱۹۸۷
- The Milagro Beanfield War (Oscar Winner) – 1988
- Tequila Sunrise – ۱۹۸۸
- Clara's Heart – 1988
- A Dry White Season – 1989
- بیکرهای شگفت‌انگیز (نامزد اسکار) – ۱۹۸۹
- هاوانا (نامزد اسکار) – ۱۹۹۰
- Bonfire of the Vanities – ۱۹۹۰
- برای پسران – ۱۹۹۱
- شرکت (نامزد اسکار) – ۱۹۹۳
- درمان – ۱۹۹۵
- Mulholland Falls – 1996
- In the Gloaming – ۱۹۹۷
- سلنا – ۱۹۹۷
- Hope Floats – 1998
- Random Hearts – 1999
- Dinner With Friends – ۲۰۰۱
- Even Money – ۲۰۰۷
- Recount – 2008